# Honey Bee
Honey Bee (с англ. — «Медоносная пчела», «Пчёлка») — песня американского кантри-певца Блейка Шелтона с его 6-го студийного альбома Red River Blue, вышедшая отдельным синглом в апреле 2011 года на лейбле Reprise Records.
Песня «Honey Bee» стала первым синглом с альбома, достигла № 1 в кантри-чарте Billboard Hot Country Songs и была номинирована на премию Грэмми в категории Лучшее сольное кантри-исполнение на 54-й церемонии 12 февраля 2012 года (но уступила приз песне «Mean» певицы Тейлор Свифт).

## История
Блейк Шелтон впервые представил песню «Honey Bee» на церемонии вручения премий Academy of Country Music 3 апреля 2011 года, где он также спел «Who Are You When I'm Not Looking». Релиз «Honey Bee» в цифровом варианте через ретейлеров начался сразу после телевыступления певца.
Музыкальное видео появилось на NBC.com 10 мая 2011 года. Клип был снят в Калифорнии режиссёром Trey Fanjoy.
Сингл получил положительные и умеренные отзывы, например от таких изданий как , Slant Magazine, Roughstock, The 9513.
С тиражом 138 000 цифровых загрузок в первую неделю релиза песня поставила рекорд для любого кантри-исполнителя мужского пола по цифровым скачиваниям песен. Дебютировав 23 апреля 2011 года на 13 месте в Billboard Hot 100, это также стало высшей позицией для любого кантри-певца за последние десять лет впервые после Гарта Брукса (тогда как Chris Gaines), который занял № 5 в сентябре 1999 года с песней «Lost in You».
Через 7 недель сингл достиг золотого статуса (500 000 загрузок; быстрее чем у любого другого кантри-певца до Шелтона). Сингл стал 9-м (и 4-м подряд) в карьере певца, достигшим № 1 в кантри-чарте (это произошло 25 июня 2011 года). «Honey Bee» продержался 4 недели на вершине кантри-чарта. После чего ещё три сингла с альбома покорили вершину: «God Gave Me You» (3 недели № 1) и «Drink On It» (2 недели) и «Over» (2 недели). На ноябрь 2012 года суммарный тираж сингла составил 2 131 000 копий в США.

## Чарты
| Чарт (2011)                         | Высшая позиция |
| ----------------------------------- | -------------- |
| Канада (Billboard Canadian Hot 100) | 28             |
| США (Billboard Hot 100)             | 13             |
| США (Billboard Hot Country Songs)   | 1              |

| Регион | Провайдер | Сертификация     |
| ------ | --------- | ---------------- |
| США    | RIAA      | 2-кр. платиновый |

| Чарт (2011)                  | Позиция |
| ---------------------------- | ------- |
| US Billboard Hot 100         | 67      |
| US Country Songs (Billboard) | 8       |